# Namagashi
Namagashi (生菓子, let. verse zoetwaar) is één van de drie groepen binnen de wagashi, een algemene term voor traditionele Japanse zoetwaren en snoepjes.

## Kenmerken
Namagashi worden meestal vers gemaakt en hebben een hoger vochtpercentage dan de twee andere groepen wagashi; de higashi (干菓子) en han namagashi (半生菓子). De namagashi hebben een vochtpercentage van 30% of hoger en zijn daarom kneedbaar en vers. Ze hebben dan ook een kortere houdbaarheid dan de twee andere groepen met een lager vochtpercentage: de han namagashi (10-30%) en higashi (<10%).
Kenmerkend voor namagashi is dat ze, net als de andere twee typen wagashi, vaak zijn gemaakt van natuurlijke traditionele Japanse ingrediënten; synthetische toevoegingen worden zelden gebruikt. Populaire ingrediënten zijn anko (gezoete bonenpasta), sojabonen, (kleef)rijstmeel, eigeel, suiker of een gelei, zoals kanten of fruitgelei. Als smaakmaker wordt er vaak gekozen voor natuurlijke smaakstoffen als matcha (groene thee), koffie, yomogi (wijde alsem), meel van de kudzu-wortel of subtiele fruitsmaken. Populaire toppings voor over de namagashi zijn kinako (geroosterd sojameel) en kuromitsu (bruine suikersiroop).

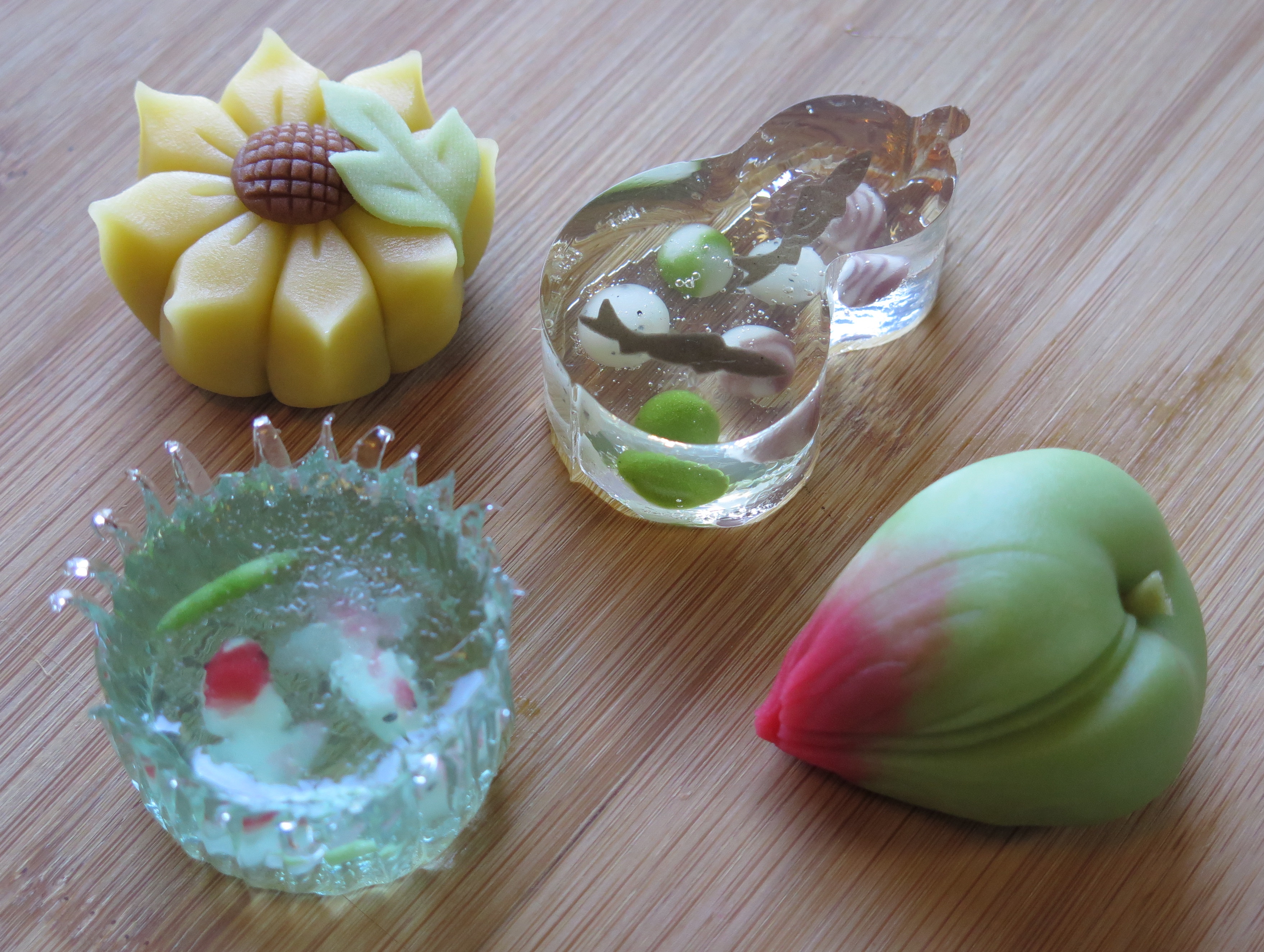
Zomerse namagashi

Het maken van namagashi is doorgaans veel werk en wordt gezien als een echte kunstvorm. Voor Japanners zijn de namagashi kleine kunstwerken, die zowel het jaargetijde vertegenwoordigen waarin de namagashi worden gemaakt als de bescheiden cultuur van Japan. Namagashi zijn vaak erg gedetailleerd ontworpen met gebruik van seizoensgebonden en natuurlijke motieven, zoals bladeren en bloemen om de verschillende objecten van de natuur in de vier seizoenen van Japan weer te geven. De soorten worden meestal vernoemd naar poëzie, historische gebeurtenissen of elementen uit de natuur.
De namagashi worden vaak verkocht in speciale winkels, vergelijkbaar met de banketbakkerijen in Nederland. Ze worden gegeven als cadeau tijdens feestdagen, maar kunnen ook gebruikt worden als traktatie om uit te delen aan gasten. Verschillende plaatsen in Japan hebben namagashi met een unieke smaak als hun lokale specialiteit. Vaak worden ze na een (zaken)reis als souvenir voor thuis meegenomen.
In het algemeen worden ze in combinatie met matcha (groene thee) geserveerd tijdens een theeceremonie. Traditioneel worden namagashi gegeten op nieuwjaarsdag en staan ze voor geluk.

## Soorten

### Indeling
Binnen de namagashi kunnen de verschillende soorten worden ingedeeld naar hun bereidingsmethode:
- Jō namagashi (上生菓子) of nerikiri
- Mochi mono (もち物) — gemaakt van mochiko (kleefrijstmeel) of geplette rijst
- Mushi mono (蒸し物) — gevormd en dan gestoomd
- Yaki mono (焼き物) — gebakken
  - Hiranabe mono (平なべ物) — gebakken in een platte pan of op een plaat
  - Ōbun mono (オーブン物) — uit de oven
- Nagashi mono (流し物) — in gelei
- Neri mono (練り物) — gekneed
- Age mono (揚げ物) — gefrituurd

### Voorbeelden
Voorbeelden van namagashi zijn:
- mochi: rijstcake gemaakt van mochiko (kleefrijstmeel) en traditioneel van geplette kleefrijstkorrels (mochigome),
- daifuku: algemene term voor mochi gevuld met een zoete vulling (meestal anko),
- dorayaki: rond, plat gebakje bestaande uit twee plakjes castellacake gewikkeld rond anko,
- sommige soorten dango: klein, plakkerig, zoet balletje van kleefrijstmeel (mochiko), traditioneel met 3 tot 5 bolletjes op een brochette gestoken en per drie stokjes geserveerd,
- manjū: gestoomde cakes met een zoete vulling (meestal anko) omhuld door een bloemdeeg,
- taiyaki: een zoete vulling (meestal anko) omhuld door een gebakken deeglaag, maar dan in de vorm van een vis, vergelijkbaar met imagawayaki,
- yokan: een van de oudste wagashi, een stevig blok anko, verhard met agaragar en extra suiker,
- anmitsu: gekoelde kanten-blokjes geserveerd met anko, fruit, kuromitsu (bruine suikersiroop), mochi balletjes en soms ijs,
- nerikiri of jo-namagashi.